# Liste der Baudenkmale in Bockhorn (Friesland)
In der Liste der Baudenkmale in Bockhorn sind die Baudenkmale der niedersächsischen Gemeinde Bockhorn und ihrer Ortsteile aufgelistet. Der Stand der Liste ist der 10. August 2022. Die Quelle der Baudenkmale ist der Denkmalatlas Niedersachsen.

## Allgemein
In den Spalten befinden sich folgende Informationen:
- Lage: die Adresse des Baudenkmales und die geographischen Koordinaten. Kartenansicht, um Koordinaten zu setzen. In der Kartenansicht sind Baudenkmale ohne Koordinaten mit einem roten Marker dargestellt und können in der Karte gesetzt werden. Baudenkmale ohne Bild sind mit einem blauen Marker gekennzeichnet, Baudenkmale mit Bild mit einem grünen Marker.
- Bezeichnung: Bezeichnung des Baudenkmales
- Beschreibung: die Beschreibung des Baudenkmales. Unter § 3 Abs. 2 NDSchG werden Einzeldenkmale und unter § 3 Abs. 3 NDSchG Gruppen baulicher Anlagen und deren Bestandteile ausgewiesen.
- ID: die Objekt-ID des Baudenkmales
- Bild: ein Bild des Baudenkmales, ggf. zusätzlich mit einem Link zu weiteren Fotos des Baudenkmals im Medienarchiv Wikimedia Commons. Wenn man auf das Kamerasymbol klickt, können Fotos zu Baudenkmalen aus dieser Liste hochgeladen werden:

## Bockhorn

### Gruppe: Kirche Bockhorn
Baudenkmal (Gruppe):

| Lage                                      | Bezeichnung     | Beschreibung | ID       | Bild           |
| ----------------------------------------- | --------------- | ------------ | -------- | -------------- |
| Am Glockenturm 53° 23′ 33″ N, 8° 0′ 52″ O | Kirche Bockhorn |              | 35670515 | Weitere Bilder |

Baudenkmale (Einzeln):

| Lage                                      | Bezeichnung | Beschreibung                 | ID       | Bild           |
| ----------------------------------------- | ----------- | ---------------------------- | -------- | -------------- |
| Am Glockenturm 53° 23′ 33″ N, 8° 0′ 53″ O | Kirche      | St.-Cosmas-und-Damian-Kirche | 35671394 | Weitere Bilder |
| Am Glockenturm 53° 23′ 33″ N, 8° 0′ 53″ O | Friedhof    |                              | 35671343 |                |
| Am Glockenturm 53° 23′ 33″ N, 8° 0′ 50″ O | Glockenturm |                              | 35671423 | BW             |
| Lauwstraße 4 53° 23′ 32″ N, 8° 0′ 53″ O   | Schmiede    |                              | 35671626 | BW             |

### Gruppe: Hofanlage Grabsteder Hauptstraße
Baudenkmal (Gruppe):

| Lage                                      | Bezeichnung                      | Beschreibung | ID       | Bild |
| ----------------------------------------- | -------------------------------- | ------------ | -------- | ---- |
| Hauptstraße 32 53° 22′ 2″ N, 7° 59′ 45″ O | Hofanlage Grabsteder Hauptstraße |              | 35670497 | BW   |

Baudenkmale (Einzeln):

| Lage                                      | Bezeichnung | Beschreibung | ID       | Bild |
| ----------------------------------------- | ----------- | ------------ | -------- | ---- |
| Hauptstraße 32 53° 22′ 3″ N, 7° 59′ 45″ O | Wohnhaus    |              | 35671721 | BW   |
| Hauptstraße 32 53° 22′ 2″ N, 7° 59′ 46″ O | Scheune     | Gulfhaus     | 35671747 | BW   |

### Baudenkmale (Einzeln)
| Lage                                            | Bezeichnung              | Beschreibung          | ID       | Bild           |
| ----------------------------------------------- | ------------------------ | --------------------- | -------- | -------------- |
| Blauhander Straße 47 53° 26′ 43″ N, 8° 1′ 27″ O | Gulfhaus                 |                       | 35671479 | BW             |
| Hohle Straße 13 53° 24′ 53″ N, 8° 1′ 52″ O      | Schule                   |                       | 35671798 | BW             |
| Schulpfad 53° 24′ 50″ N, 8° 1′ 55″ O            | Kriegerdenkmal           |                       | 35671953 | BW             |
| Landesstraße 15 53° 24′ 53″ N, 8° 2′ 7″ O       | Schmiede                 |                       | 35672019 | BW             |
| Landesstraße 14 53° 24′ 54″ N, 8° 2′ 7″ O       | Wohn-/Wirtschaftsgebäude |                       | 35671871 | BW             |
| Landesstraße 21 53° 24′ 55″ N, 8° 2′ 11″ O      | Denkmal                  | Seefahrer-Denkmal     | 35671823 | BW             |
| Landesstraße 24 53° 25′ 2″ N, 8° 2′ 12″ O       | Wohn-/Wirtschaftsgebäude |                       | 35671896 | BW             |
| Landsstaße 28 53° 25′ 4″ N, 8° 2′ 15″ O         | Gulfhaus                 | Gulfhaus (Hof Hanken) | 35671923 | BW             |
| Steinhauser Straße 6 53° 23′ 40″ N, 8° 0′ 48″ O | Wohn-/Wirtschaftsgebäude |                       | 35671676 | BW             |
| Steinhauser Straße 2 53° 23′ 39″ N, 8° 0′ 48″ O | Wohn-/Wirtschaftsgebäude | Hallenhaus            | 35671652 | BW             |
| Am Markt 5 53° 23′ 34″ N, 8° 0′ 49″ O           | Wohn/Geschäftshaus       |                       | 35671451 | Weitere Bilder |
| Grabsteder Straße 53° 23′ 26″ N, 8° 0′ 44″ O    | Gedenkstätte             |                       | 35671507 | BW             |
| Kirchstraße 1 53° 23′ 33″ N, 8° 0′ 55″ O        | Wohnhaus                 |                       | 35671550 | BW             |
| Kirchstraße 10 53° 23′ 34″ N, 8° 0′ 59″ O       | Wohn-/Wirtschaftsgebäude |                       | 35671600 | BW             |
| Kirchstraße7/9 53° 23′ 33″ N, 8° 1′ 1″ O        | Schule                   |                       | 35671575 | BW             |
| Am Klosterhof 4 53° 21′ 44″ N, 8° 0′ 59″ O      | Gulfhaus                 |                       | 35671368 | BW             |
| Hauptstraße 57 53° 21′ 44″ N, 7° 59′ 7″ O       | Schule                   |                       | 35671773 | BW             |